# Terranigma
Terranigma (天地創造, Tenchi Sōzō, «La creació del cel i de la terra») és un videojoc de rol d'acció desenvolupat per Quintet el 1996 per a Super Nintendo. Tracta sobre la resurrecció del món i el seu progrés des del passat fins al futur.
Enix va publicar el joc al Japó. A causa que Enix d'Amèrica havia tancat el joc no va arribar a Amèrica, però Nintendo va publicar-lo a territoris PAL d'Europa i d'Austràlia amb traduccions a l'anglès, a l'alemany i al castellà, i fins i tot va arribar a tenir un llibre oficial de pistes del Club Nintendo.

## Argument
La Terra només és una esfera buida a l'univers a l'interior de la qual es troba una mena d'inframón que pateix una gravetat inversa. Al joc s'hi controla un heroi anomenat Ark, un jove rebel que sempre ha de resoldre embolics i viu a Krista, l'única ciutat d'aquest món subterrani. La seva millor amiga és la seva veïna Naomi.

### Capítol 1: El punt de partida
L'inici dels problemes
A Krista, l'Ark obre una porta prohibida i obre la Capsa de Pandora, i així coneix la Yomi i tot el poble queda glaçat tret d'ell i l'ancià del poble. A la Capsa de Pandora l'Ark hi troba un nou equipament i podrà emmagatzemar-hi les seves armes, armadures, objectes i encanteris.
Les cinc torres de l'inframón
Seguint les ordres del Savi i amb la fi de desglaçar la gent del poble, l'Ark completa les cinc torres de l'inframón. D'aquesta forma fa renéixer els cinc continents de la superfície: Euràsia, Amèrica del Sud, Amèrica del Nord, Àfrica i Austràlia. També hi ha l'opció de fer renéixer Polinèsia i l'illa de Mu.
El viatge a la superfície
Una vegada superades les cinc torres i després d'acomiadar-se de la Naomi, l'Ark va al Glaciar i, seguint de nou les ordres del Savi, es llança per una gran esquerda que el farà arribar al món de la superfície, amb la fi de fer tornar la vida a aquest món.

### Capítol 2: Resurecció del món
Resurrecció de les plantes
L'Ark es desperta en un paisatge desolat al nord dels Andes a Amèrica del Sud. Es dirigeix vers Siemviva a l'Amazones, on es fica a l'interior de l'arbre Ra, a través d'un forat que hi ha al tronc i derrota un paràsit que l'estava consumint. Matant aquest paràsit fa reviure les plantes, i pot parlar-hi, i és aleshores que una gran capa verda cobreix la Terra.
Resurrecció dels ocells
L'Ark creua Guiana i es dirigeix a Amèrica del Nord, a la serralada de Grecliff. Al capdamunt s'enfronta als Dobles Foscos (dos ocells malèfics) i, un cop vençuts, tots els ocells recuperen llur forma i podrà parlar-hi.
Despertar el vent
Santuari és ara un lloc ple d'aus, però no poden emigrar perquè no hi ha vent. En Kingbird, el rei de les aus, demana a l'Ark que vagi a Hurcània a despertar el vent. Una gavina s'encarrega de portar-l'hi. Un cop a Hurcània, l'Ark llança tres pedres en un gran abisme, i així aconsegueix despertar el vent.
Resurrecció dels animals
Amb el vent allibertat, una gavina s'ofereix a dur l'Ark a Safàrium, a Àfrica. Des d'aquí l'Ark es dirigeix a Zue, un lloc estrany en què el temps canvia contínuament entre solellós i plujós. A Zue hi ha quatre altars i l'Ark hi duu quatre ànimes, bo i aconseguint que creixi l'herva i l'aigua del riu en alguns territoris. Finalment, l'últim altar derrota el Déu Pagà i la seva transformació en Senyor dels Vents. Els animals, aleshores, que abans eren monstres, ara recuperen llur antiga forma i l'Ark també pot parlar-hi, amb ells.
Rescat d'en Liam
A Safàrium, el rei lleó Leo i la reina demanen a l'Ark que salvi llur fill Liam que està superant la prova de la Solitud al Canó. L'Ark ajuda en Liam a pujar al canó, però Fangosa, un monstre de fang, s'interposa al camí. En Liam i l'Ark lluiten conra Fangosa, que al final es rendeix i crea un pont perquè puguin sortir del canó. Fangosa, però, enganya l'Ark quan creua el pont, que es trenca, i l'Ark queda en una fenella del penya-segat. En Liam mata Fangosa, demostrant ésser un rei digne, i crida una gavina perquè rescati l'Ark. A més a més, en Liam troba una pedra preciosa que llueix com la Lluna i la guarda. El rei Leo en agraïment avisa els animals perquè ajudin l'Ark a seguir el seu camí.
Resurrecció de les persones
A Indu, els rinoceronts creen un pont perquè l'Ark pugui travessar el riu i anar cap a Àsia. A Eklemata, l'Ark és atrapat per una allau amb la cabra Àries. Àries s'adona que el seu marit és mort i decideix que cal menjar-se'l per tal de sobreviure. Més endavant, Àries decideix envestir per obrir un forat, per on surt l'Ark, però Àries no és capaç i mor tancada. Finalment l'Ark derrota el Zombi Negre, i aconsegueix que ressuscitin els éssers humans. L'Ark queda inconscient i té un estrany somni en què veu una mena de cadena alimentària, i queda adormit durant tres anys.